# قصور المشيمة
قُصور المَشيمة أَو قُصور الرحم المشيمي (بالإنجليزية: Uteroplacental insufficiency)‏ أو داء نَقص الدَم المشيمي هوَ مَرض نَقص سَريان الدم للمشيمة أثناء الحمل، وَيُستخدم هذا المُصطلح أيضاً في وَصف تَباطؤ دقات قلب الجَنين المُقاسة بواسطة أجهزة القياس الإلكترونية حتى في حالة عدم وجود دَليل واضح على نقص سريان الدم إلى المَشيمة. مُعدل سريان الدم الطبيعى للمشيمة هوَ 600 مل/دقيقة .

## الأسباب
يمكن إحداث هذا المرض في حيوانات التجارب عن طريق ربط كلا الوعائين الدمويين الواصلين للرحم في أنثى الفأر الحامل .
ترتبط الصفات المميزة التالية بداء نقص الدم المشيمى، وعلى الرغم من أن أغلبهم يحدثون في المشيمية السليمة العادية والمشيمة الصحية مكتملة النمو، ولهذا لا يمكن الاعتماد على أي منهم في تشخيص هذا المرض بدقة.
•	المشيمة الغير الطبيعية الرقيقة ( أقل من 1 سم ).
•	المشيمة الدائرية ( 1% من مجموع المشيمات الطبيعية ).
• تحور وتغير خلايا السُلى ( خلايا السُلى العقدية ) ( توجد في 65% من مجموع المشيمات الطبيعية .
• زيادة العقد متعددة النواة
• التكلسات
• احتشاءات نتيجة زيادة سمك الأوعية الدموية سواء بؤرى أو تام
•	الأوعية الدموية الخاصة بالزغب تحتل حوالي 50% من حجم الزغب الكلي أو عندما يكون هناك حوالى 40% من الشعيرات الدموية موجودة على الجزء الطرفى الخارجى .
يجب أن نفرق بين نقص الدم المشيمى والانفصال التام للمشيمة الذي يتميز بانفصال المشيمة كلية خارج جدار الرحم ويتسبب في انقطاع سريان الدم للمشيمة فورا مما يسبب موت الجنين مباشرة .
أقل من 50% من حالات الانفصال غير التام الطرفى للمشيمة، تحتاج إلى أسابيع من الإقامة داخل المستشفى من أجل إتمام عملية الولادة وفي هذه الحالة لا يتأثر الجنين بصورة أساسية بانفصال المشيمة الجزئي .

## الباثوفسيولوجى

### الأسباب الأمومية
تتأثر جوانب عدة من التكيف الأمومي على الحمل بمدى الاختلال الوظيفي للمشيمة .
يتعذر على الأوعية الدمومية للأم ان تتحول إلى أوعية ذات ضغط منخفض ( في خلال من 22-24 أسبوع من الحمل .
وهذا يتسبب في زيادة الضغط الوعائي مما يؤدى في النهاية إلى انخفاض الكتلة الأيضية الفعالة من المشيمة وهكذا في حلقة مفرغة .

### الأسباب الجنينية
يؤثر نقص الدم المشيمى على الجنين، مسببا أضرار بليغة بالجنين .
نقص الدم المشيمى من الممكن أن يتسبب في قلة السائل الجنينى حول الجنين، ارتفاع ضغط دم الجنينى، الأجهاض أو ولادة الجنين ميتا .

### التغيرات الايضية الجنينية
التغيرات الأيضية التي تحدث في حالة نقص الدم للمشيمة والرحم .
| المادة                       | التغير |
| ---------------------------- | --- |
| الجلوكوز                     | يقل بالنسبة إلى درجة نقص تأكسد الأوكسجين لدى الجنين . |
| الأحماض الأمينية             | تقل في حالة الأحماض الأمينية المتفرعة مثل ( الفالين، الليوسين, الأيزوليوسين ), السيرين، اللايسين . زيادة في الهيدروكسى برولين . زيادة النسبة بين الجليسين والفالين في السائل السُلى . زيادة الامونيا في السائل السُلى ( ارتباط إيجابى مع المؤشر الوزنى ). |
| الاحماض الدهنية              | نقص الاحماض الدهنية غير المشبعة طويلة السلسلة . نقص الانتقال العام للاحماض الدهنية من خلال الحبل السرى . |
| الاكسجين وثانى أكسيد الكربون | تتناسب درجة قلة الاكسجين بمدى الضرر الواقع على زعب المشيمة . حالات من فرط مستوى ثاني أكسيد الكربون في الدم، احمضاض الدم، زيادة حمض اللاكتيك في الدم بالنسبة إلى نقص تأكسد الدم .                                                                        |

### التغيرات الهرمونية الجنينية
يتناسب النقص الكامل في مستوى هرمون الغدة الدرقية مع نقص تأكسد الدم الجنيني .
يزداد مستوى الجلوكاجون، الأدرينالين, النورأدرينالين، في الدم متسببا في نهاية الأمر إلى تحلل الجليكوجين وانخفاض مستوي مخازن الجليكوجين في كبد الجنين .

### التغيرات الدموية الجنينية
تحفز عملية نقص تأكسد دم الجنين على خروج هرمون إريثروبويتن .
وهذا بدوره يحفز عملية تكوين كرات الدم الحمراء من النخاع ومن أماكن أخرى خارج النخاع مما يؤدى إلى زيادة كرات الدم الحمراء بصورة مرضية .
تزداد الطاقة التحميلية للأكسجين في الدم .
يتسبب استمرار نقص الدم للأنسجة في خروج كرات الدم الحمراء مُبكرًا عن موعدها وبصورة غير مكتملة من أماكن نموها وهذا يزيد عدد الخلايا ذات الأنوية في الدم .
من العوامل المهمة في انيداد الوعاء الدموى المشيمى هي زيادة لزوجة الدم، نقص في سيولة الغشاء الخلوى وتجمع الصفائح الدموية.

## التشخيص
تُستخدم هذه الاختبارات بِشكل افتراضي لِتشخيص قُصور المَشيمة، وَلكن جميع هذه الاختبارات لا يُمكنها التنبؤ بولادة جنين مَيت بِسبب قُصور المَشيمة.
- تصنيف المَشيمة.
- مؤشر السائل السلوي.
- درجات اختبار الصُورة الجانبية الفيزيائية الحيوية الجنينية.
- فحص دوبلر الجنين.
- تخطيط الصدى الروتيني.
- الكَشف عن مرض السُكري عندَ الأُمهات واتخاذ التدابير العِلاجية.